# USS Hopper (DDG-70)
USS Hopper (DDG-70) — эсминец типа «Арли Бёрк», названный в честь американской учёной и коммодора Грейс Хоппер. Построен в 1995—1997 годах на верфи Bath Iron Works, приписан к морской станции Перл Харбор, штат Гавайи, входит в состав 31-й эскадры эсминцев Тихоокеанского флота США.

## Боевая служба
«Хоппер» был введён в строй 6 сентября 1997 года в Сан-Франциско под командованием командора Томаса Д. Кроули. Летом 1998 года эсминец принял участие в учениях RIMPAC 98, с августа 1998 по февраль 1999 года находился в западной части Тихого океана.
В ноябре 2005 года «Хоппер» участвовал в противоракетных учениях «Stellar Valkyrie», осуществив обнаружение и захват цели — баллистической ракеты среднего радиуса действия, и передачу данных на ракетный крейсер USS Lake Erie (CG-70), поразивший цель противоракетой SM-3. В феврале 2016 года в ходе учений «Sky Hunter» «Хоппер» при помощи модернизированной БИУС «Иджис» осуществил обнаружение и ведение межконтинентальной баллистической ракеты «Minuteman III» на её активном участке траектории.
За годы службы «Хоппер» совершил множество походов по Тихому океану, в Восточную Азию и в Персидский залив.